# Список персонажів телесеріалу «Рівердейл»

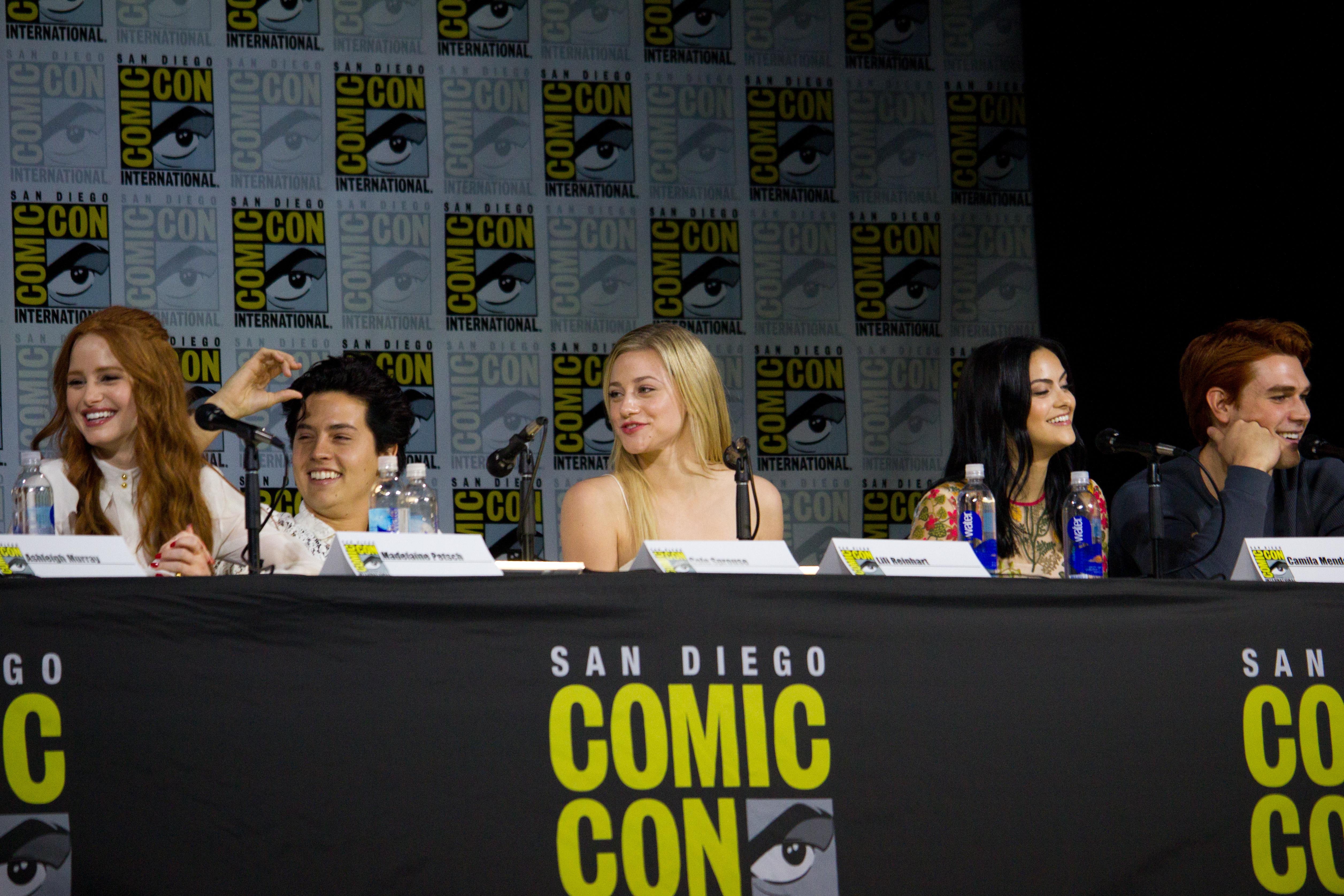
Частина акторського складу Рівердейлу під час 2017 Comic-Con International. Зліва направо: Меделін Петш, Коул Спроус, Лілі Рейнхарт, Каміла Мендес, Кей Джей Апа

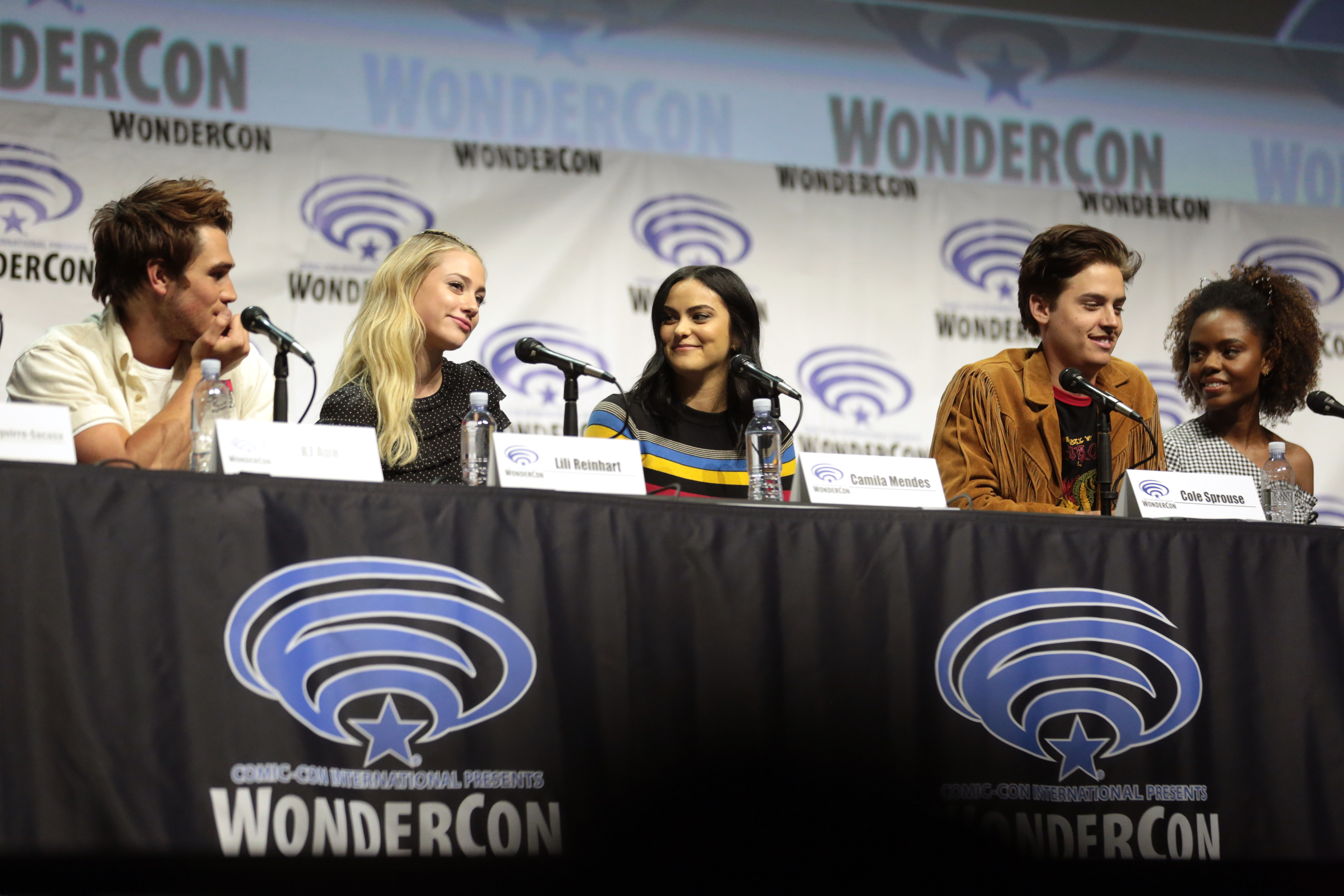
Частина акторського складу Рівердейлу під час WonderCon 2017. Зліва направо: Кей Джей Апа, Лілі Рейнгарт, Каміла Мендес, Коул Спроус, Ешлі Мюррей

Рівердейл (англ. Riverdale) — американська телевізійна підліткова драма, заснована на персонажах коміксів Archie Comics. Телесеріал адаптований головним творчим директором Роберто Агуірре-Сакасою для каналу The CW. Телесеріал базується на персонажах коміксів Archie Comics, із Кей Джей Апою у ролі Арчі Ендрюса, Лілі Рейнгарт у ролі Бетті Купер, Камілою Мендес у ролі Вероніки Лодж і Коулом Спроусом у ролі Джагхеда Джонса. У ролях також присутні акторка Меделін Петш у ролі Шеріл Блоссом, Ешлі Мюррей у ролі Джозі Маккой та Кейсі Котт у ролі Кевіна Келлера. Інші персонажі включають батьків головних героїв: Люк Перрі у ролі Фреда Ендрюса, Медхен Емік у ролі Еліс Купер, Марісоль Ніколс і Марк Консуелос у ролях Герміони та Гірама Лоджів, а також Скіт Ульріх у ролі Еф. Пі. Джонса.

## Загальний огляд
| Актор                       | Персонаж                             | Сезони            | Сезони            | Сезони            | Сезони            | Сезони            | Сезони            | Сезони            |          |
| Актор                       | Персонаж                             | 1                 | 2                 | 3                 | 4                 | 5                 | 6                 | 7                 |          |
| Головні персонажі           | Головні персонажі                    | Головні персонажі | Головні персонажі | Головні персонажі | Головні персонажі | Головні персонажі | Головні персонажі | Головні персонажі |          |
| --------------------------- | ------------------------------------ | ----------------- | ----------------- | ----------------- | ----------------- | ----------------- | ----------------- | ----------------- | -------- |
| Кей Джей Апа                | Арчібальд Ендрюс                     | Головний          | Головний          | Головний          | Головний          | Головний          | Головний          | Головний          |          |
| Лілі Рейнгарт               | Елізабет Купер                       | Головний          | Головний          | Головний          | Головний          | Головний          | Головний          | Головний          |          |
| Каміла Мендес               | Вероніка Лодж                        | Головний          | Головний          | Головний          | Головний          | Головний          | Головний          | Головний          |          |
| Коул Спроус                 | Форсайт Пендлтон «Джагхед» Джонс ІІІ | Головний          | Головний          | Головний          | Головний          | Головний          | Головний          | Головний          |          |
| Марісоль Ніколс             | Герміона Лодж                        | Головний          | Головний          | Головний          | Головний          | Головний          |                   |                   |          |
| Меделін Петш                | Шеріл Блоссом                        | Головний          | Головний          | Головний          | Головний          | Головний          | Головний          | Головний          |          |
| Ешлі Мюррей                 | Джозефіна МакКой                     | Головний          | Головний          | Головний          | Головний          | Гість             | Гість             |                   |          |
| Медхен Емік                 | Еліс Купер                           | Головний          | Головний          | Головний          | Головний          | Головний          |                   |                   |          |
| Люк Перрі                   | Фредерік Ендрюс                      | Головний          | Головний          | Головний          |                   |                   |                   |                   |          |
| Марк Консуелос              | Хайрам Лодж                          |                   | Головний          | Головний          | Головний          | Головний          |                   |                   |          |
| Кейсі Котт                  | Кевін Келлер                         | Регулярний        | Головний          | Головний          | Головний          | Головний          | Головний          | Головний          |          |
| Скіт Ульріх                 | Форсайт Пендлтон Джонс ІІ            | Регулярний        | Головний          | Головний          | Головний          | Головний          |                   |                   |          |
| Росс Батлер                 | Реджінальд Мантел                    | Регулярний        |                   |                   |                   |                   |                   |                   |          |
| Чарльз Мелтон               | Реджінальд Мантел                    |                   | Регулярний        | Головний          | Головний          | Головний          | Головний          | Головний          |          |
| Ванесса Морган              | Антуанетта Топаз                     |                   | Регулярний        | Головний          | Головний          | Головний          | Головний          | Головний          | Головний |
| Другорядні персонажі        |                                      |                   |                   |                   |                   |                   |                   |                   |          |
| Мартін Каммінс              | Томас Келлер                         | Регулярний        | Регулярний        | Регулярний        | Регулярний        | Регулярний        |                   |                   |          |
| Робін Гівенс                | Сієрра МакКой                        | Регулярний        | Регулярний        | Регулярний        | Гість             | Гість             |                   |                   |          |
| Наталі Болт                 | Пенелопа Блоссом                     | Регулярний        | Регулярний        | Регулярний        | Регулярний        | Регулярний        |                   |                   |          |
| Лохлін Манро                | Гарольд Купер                        | Регулярний        | Регулярний        | Регулярний        | Гість             | Гість             |                   |                   |          |
| Колін Лоуренс               | Флойд Клейтон                        | Регулярний        | Гість             |                   | Гість             |                   |                   |                   |          |
| Пітер Джеймс Браянт         | містер Везербі                       | Регулярний        | Регулярний        | Регулярний        | Гість             | Регулярний        |                   |                   |          |
| Сара Габель                 | Джеральдіна Ґранді                   | Регулярний        | Гість             |                   |                   |                   |                   |                   |          |
| Джордан Келловей            | Чак Клейтон                          | Регулярний        | Регулярний        |                   |                   |                   |                   |                   |          |
| Роб Рако                    | Хоакін ДеСантос                      | Регулярний        | Гість             | Регулярний        |                   |                   |                   |                   |          |
| Asha Bromfield              | Мелоді Валентайн                     | Регулярний        | Регулярний        |                   |                   | Гість             |                   |                   |          |
| Коді Керслі                 | Мермедюк «Мус» Мейсон                | Регулярний        | Регулярний        | Регулярний        | Регулярний        | Гість             |                   |                   |          |
| Hayley Law                  | Валері Браун                         | Регулярний        | Регулярний        |                   |                   | Гість             |                   |                   |          |
| Шеннон Персер               | Етель Маґс                           | Регулярний        | Регулярний        | Регулярний        | Гість             |                   |                   |                   |          |
| Тревор Стайнз               | Джейсон Блоссом                      | Recurring         | Гість             | Гість             | Recurring         | Гість             |                   |                   |          |
| Olivia Ryan Stern           | Тіна Патель                          | Регулярний        |                   |                   |                   |                   |                   |                   |          |
| Caitlin Mitchell-Markovitch | Джинджер Лопес                       | Регулярний        |                   |                   |                   |                   |                   |                   |          |
| Major Curda                 | Ділтон Дойлі                         | Регулярний        | Регулярний        | Гість             |                   |                   |                   |                   |          |
| Tiera Skovbye               | Поллі Купер                          | Регулярний        | Регулярний        | Регулярний        | Регулярний        | Регулярний        |                   |                   |          |
| Barclay Hope                | Кліффорд Блоссом                     | Регулярний        | Гість             |                   | Гість             |                   |                   |                   |          |
| Barclay Hope                | Клаудіус Блоссом                     |                   | Регулярний        | Регулярний        |                   |                   |                   |                   |          |
| Barbara Wallace             | Роузенн «Роуз» Блоссом               | Регулярний        | Регулярний        | Регулярний        | Регулярний        | Регулярний        |                   |                   |          |
| Елвін Сандерс               | Поп Тейт                             | Регулярний        | Регулярний        | Регулярний        | Регулярний        | Регулярний        |                   |                   |          |
| Tom McBeath                 | Смізерс                              | Регулярний        | Гість             | Гість             | Гість             | Регулярний        |                   |                   |          |
| Adain Bradley               | Трев Браун                           | Регулярний        |                   |                   |                   |                   |                   |                   |          |
| Моллі Рінгволд              | Мері Ендрюс                          | Регулярний        | Регулярний        | Регулярний        | Регулярний        | Регулярний        |                   |                   |          |
| Скотт Макніл                | Тол Бой                              | Гість             | Регулярний        | Гість             |                   |                   |                   |                   |          |
| Emilija Baranac             | Мідж Кламп                           |                   | Регулярний        | Гість             |                   |                   |                   |                   |          |
| Brit Morgan                 | Пенні Пібоді                         |                   | Регулярний        | Регулярний        |                   |                   |                   |                   |          |
| Stephan Miers               | Андре                                |                   | Регулярний        |                   |                   |                   |                   |                   |          |
| Jordan Connor               | Солоденький Пі                       |                   | Регулярний        | Регулярний        | Регулярний        | Регулярний        |                   |                   |          |
| Drew Ray Tanner             | Фенгс «Ікло» Фоґарті                 |                   | Регулярний        |                   |                   |                   |                   |                   |          |
| Graham Phillips             | Ніколас Сент. Клер                   |                   | Регулярний        |                   | Гість             |                   |                   |                   |          |
| Cameron McDonald            | Джозеф Свенсон                       |                   | Регулярний        |                   |                   |                   |                   |                   |          |
| Hart Denton                 | Чік                                  |                   | Регулярний        | Гість             | Гість             | Гість             |                   |                   |          |
| John Behlmann               | Артур Адамс                          |                   | Регулярний        |                   |                   |                   |                   |                   |          |

## Головні персонажі

### Арчі Ендрюс

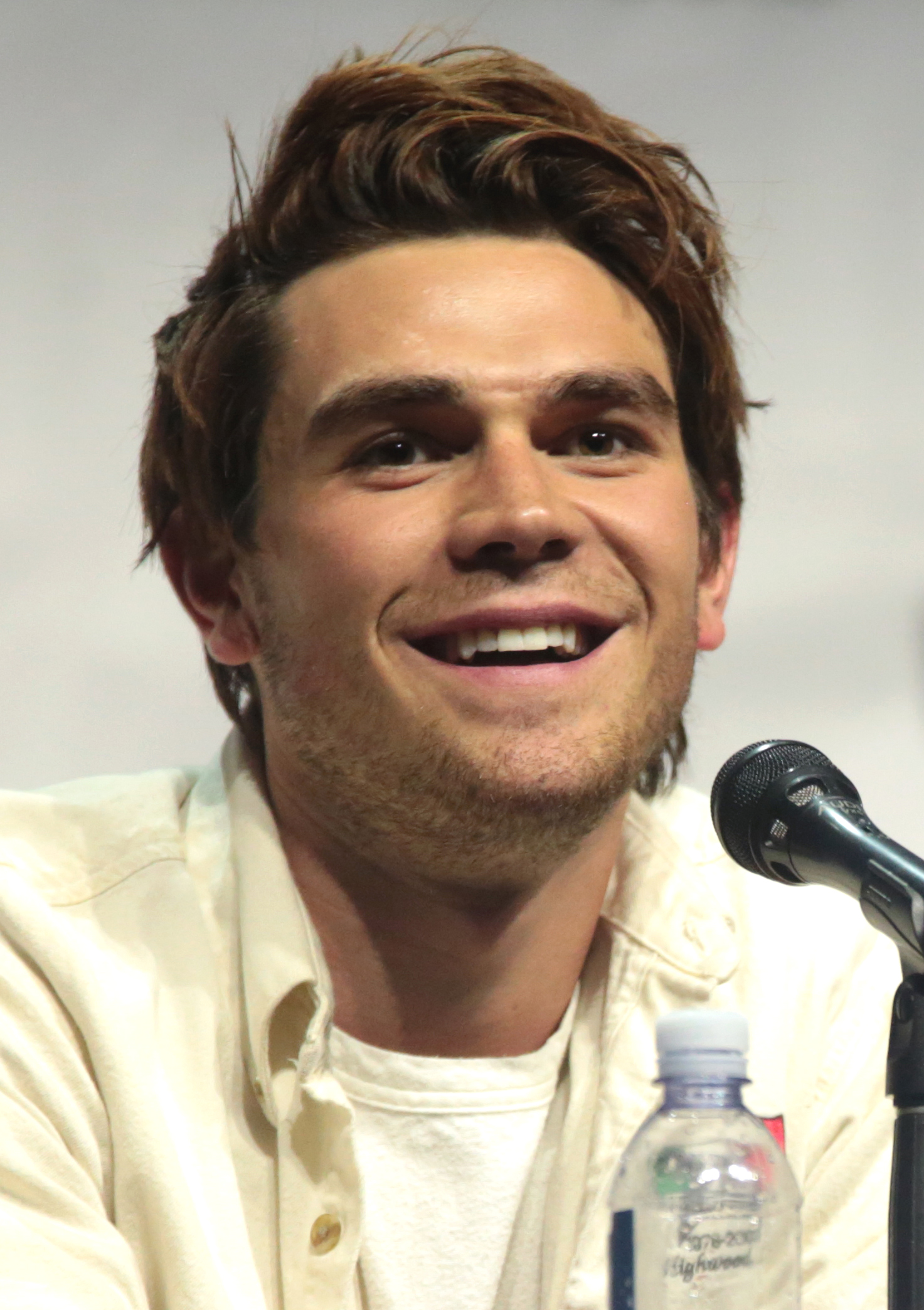
Кей Джей Апа

Арчібальд «Арчі» Ендрюс (англ. Archibald "Archie" Andrews) (зіграний Кей Джей Апою) — син Фреда та Мері Ендрюс і хлопець Вероніки Лодж.
Арчі навчається у Вищій школі Рівердейлу, він є музикантом-початківцем та гравцем шкільної футбольної команди Бульдоги Рівердейлу. Свій перший командний номер, 9, отримав від тренера Клейтона. Первинно цей номер належав футболці Джейсона Блоссома; з часом Арчі вирішив відмовитися від футболки у знак поваги до Джейсона та замість нього прийняв номер 17. Арчі був капітаном футбольної команди, але вирішив понизити свій статус і передати звання капітана Реджі Мантелю після того як відчув, що більше прихильний до музики. Із самого дитинства є найкращим другом Джагхеда Джонса та Бетті Купер. Бетті, яка почала відчувати, що закохана в Арчі, з часом розкрила йому правду. Проте Арчі не відчуває до неї тих же почуттів і вирішив лишитися із Бетті друзями, якими вони й були з дитинства, що стає причиною невеликого напруження у їх стосунках. Натомість, Арчі притягую до нової багатої дівчини Вероніки, яка лише переїхала до Рівердейлу з Нью-Йорку після ув'язнення її батька-мільярдера Гірама Лоджа, опісля того як він був звинувачений у шахрайстві та розкраданні.

### Бетті Купер

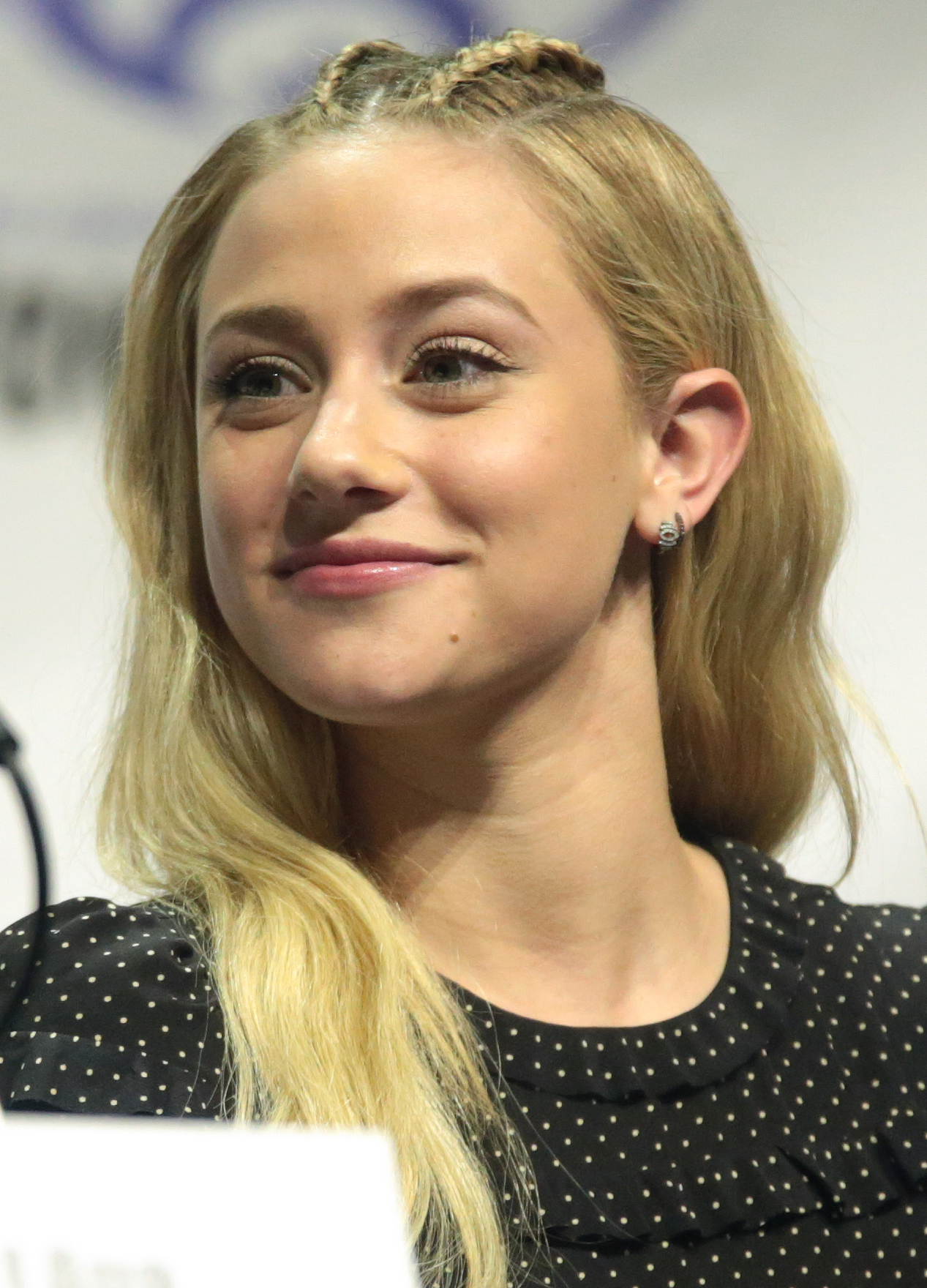
Лілі Рейнгарт

Елізабет «Бетті» Купер (англ. Elizabeth "Betty" Cooper) (зіграна Лілі Рейнгарт) — дочка Хола та Еліс Купер, сестра Поллі Купер та зведена сестра Чарльза Сміта, дівчина Джагхеда Джонса та тітка двійні Поллі та Джейсона.
Бетті навчається у Вищій школі Рівердейлу, найкраща подруга Арчі Ендрюса, Джагхеда Джонса, Кевіна Келлера та нової дівчини Вероніки Лодж. Учасниця команди чирлідингу Ріверських лисичок у Вищій школі Рівердейлу, а також редактор шкільної газети «Блакитна та золота». Сімейне життя Бетті доволі напружене, оскільки її матір має дуже контролюючий характер, через що у її сестри, Поллі, стався нервовий зрив і її відіслали жити до групового будинку. Хоча батьки пояснювали своє рішенням тим, що Поллі була залучена у руйнівні стосунки із Джейсоном Блоссомом, Бетті знає, що не це стало причиною відсилання Поллі. Залишаючись єдиною дочкою у сімействі Куперів, Бетті потрапила під надзвичайний тиск з боку своєї матері, яка очікувала від неї щоденного ідеального поводження.

### Вероніка Лодж

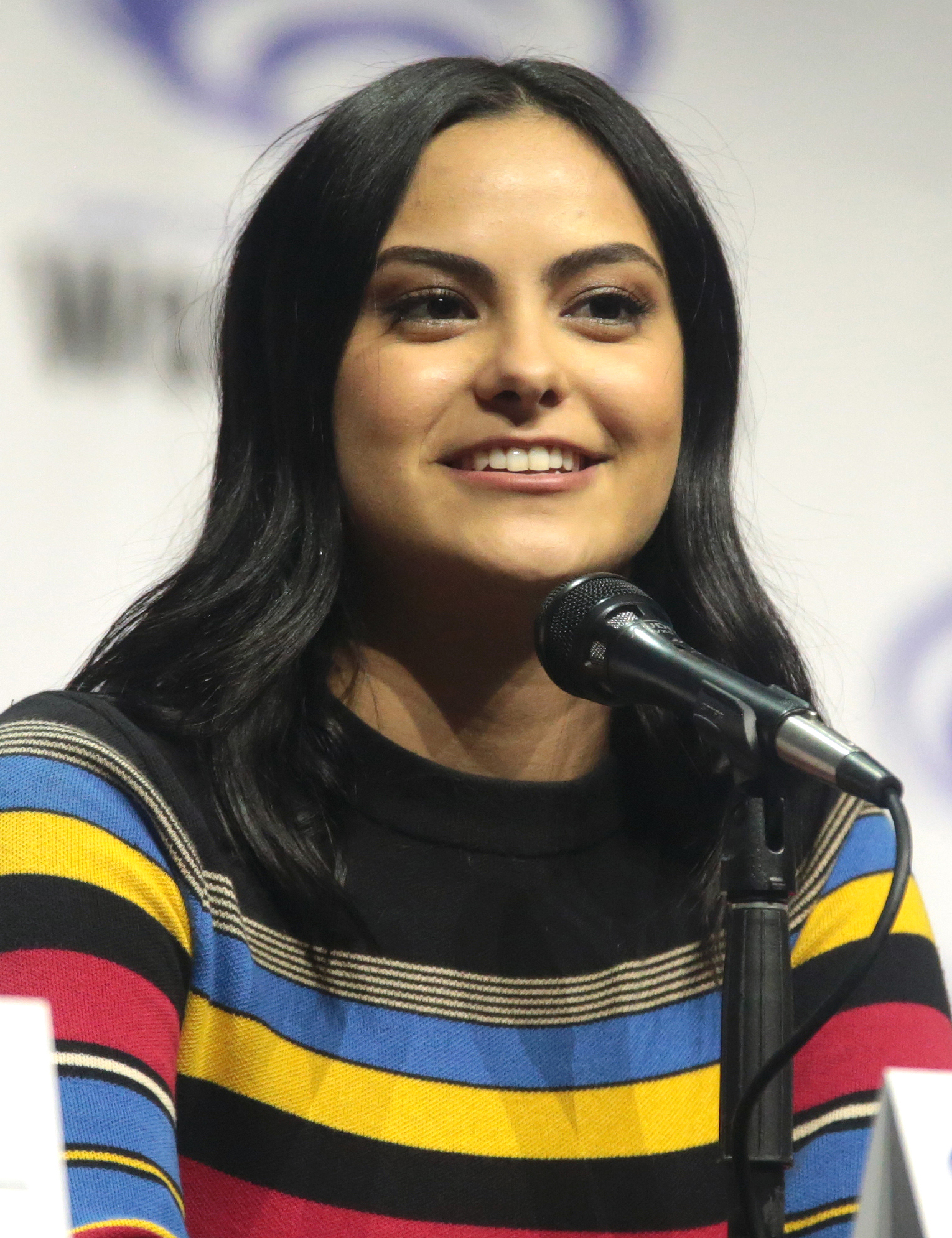
Каміла Мендес

Вероніка Сесилія «Роні» Лодж (англ. Veronica Cecilia "Roni" Lodge) (зіграна Камілою Мендес) — дочка Герміони та Гірама Лодж, дівчина Арчі Ендрюса.
Вероніка навчається у Вищій школі Рівердейлу. Провідна солістка музичного дівчачого гурту Вероніка та кішечки та учасниця команди чирлідингу Ріверських лисичок у Вищій школі Рівердейлу. Переїхала до рідного міста своєї матері Рівердейлу з Нью-Йорку після ув'язнення її батька. Бореться у пошуках правди, яка стоїть за намірами її батька та суб'єктами його справжньої відданості, оскільки боїться за те, що може статися після того, як його звільнять із в'язниці і він повернеться до них. Разом із цим, Вероніка прикладає максимум зусиль, аби стати іншою, кращою, людиною. Найкраща подруга Бетті Купер, а також товариш всіх друзів Бетті та Арчі.

### «Джагхед» Джонс

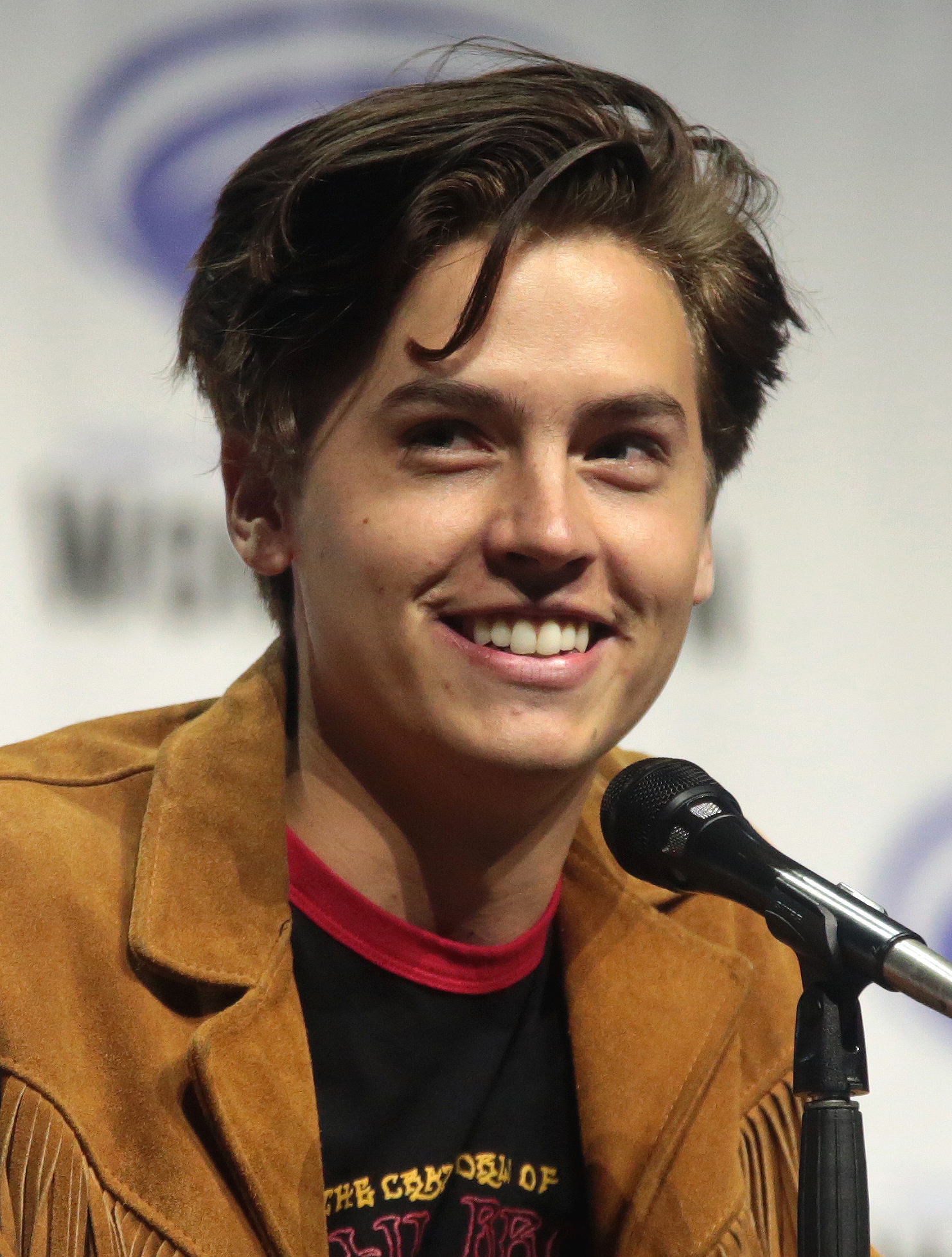
Коул Спроус

### Родовід Джагхеда
- Форсайт Пендлтон Джонс І
  -  Форсайт Пендлтон Джонс ІІ
    -  Форсайт Пендлтон Джонс ІІІ
    -  Джелібін Джонс

Форсайт Пендлтон «Джагхед» Джонс III (англ. Forsythe "Jughead" Jones III) (зіграний Коулом Спроусом) — син Форсайта Пендлтона Джонса II та Гледіс Джонс, брат Джеллібін Джонс та хлопець Елізабет Купер.
Усі оточуючі називають його на прізвисько «Джагхед», що означає «Шапкоголовий» через те, що він ніколи не знімає свою шапку. Через це у першому сезоні серіалу він стає ізгоєм у своїй школі, тому що всі сприймають його як придурка. Проте у наступних сезонах ставлення серед оточуючих до нього змінюється.
Джагхед навчався у Вищій школі Рівердейлу, але після арешту його батька Форсайт Пендлтона Джонса ІІ — лідера Змій Саутсайду — був переведений у прийомну сім'ю і, як результат, був вимушений перевестися до Вищої школи Саутсайду. Ходячи до школи, в якій домінують наркотики та бандитські угрупування, Джагхед поновив шкільну газету «Червона та чорна», в якій став редактором; також над газетою із ним почала працювати Антуанетта Топаз, фотограф газети, і Роберт Філліпс, який був їх радником до моменту його арешту. Після закриття Вищої школи Саутсайду «Джагхед» повернувся назад до Вищої школи Рівердейлу. Із самого дитинства є найкращим другом Арчібальда Ендрюса та Елізабет Купер, із якою також зустрічається. Учасник банди Змій Саутсайду, до якої приєднався після арешту його батька.

### Герміона Лодж

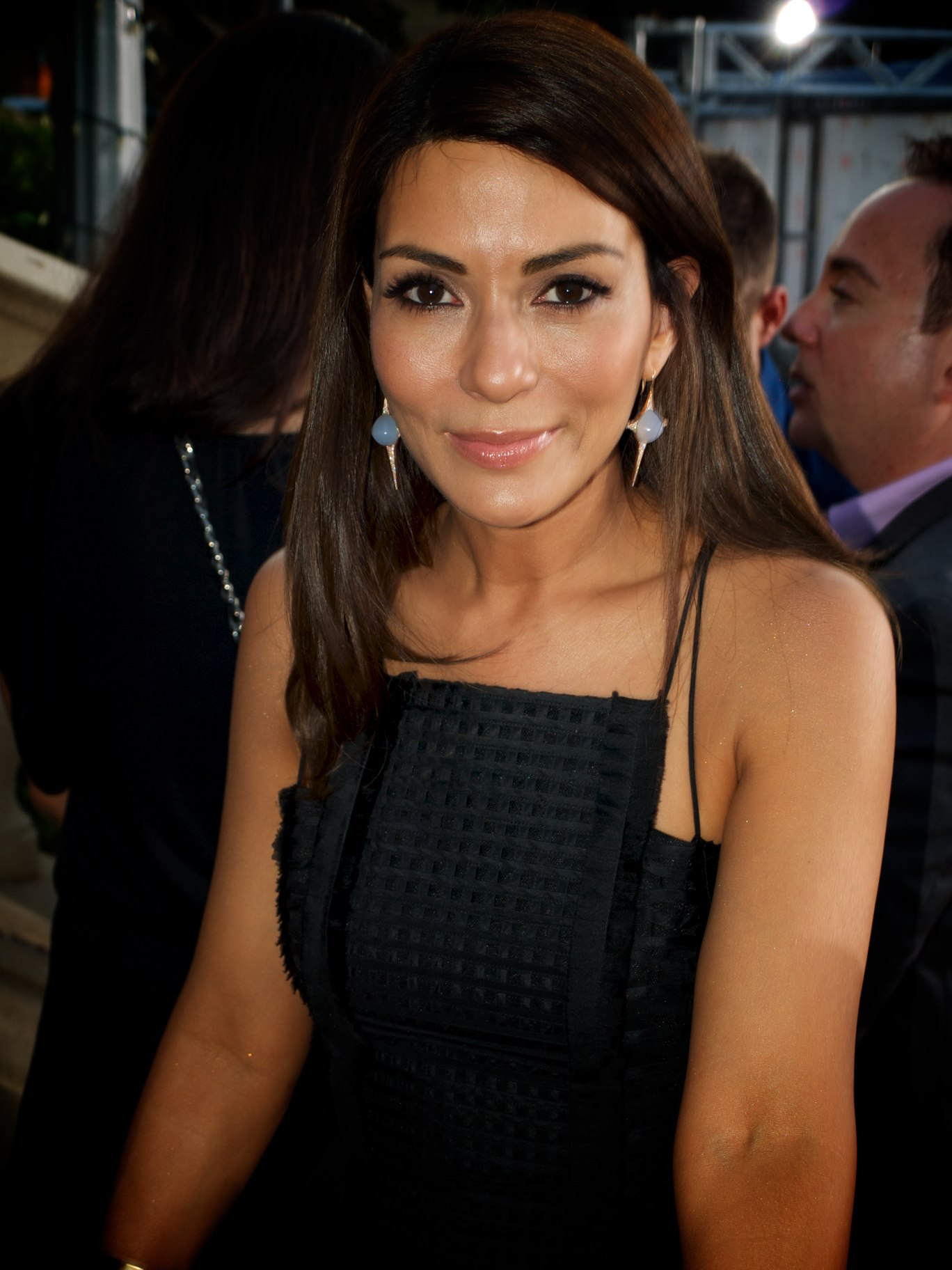
Марісоль Ніколс

Герміона Аполлонія Лодж (англ. Hermione Apollonia Lodge) (зіграна Марісоль Ніколс) — дружина Гірама Лодж та матір Вероніки Лодж.
Герміона виросла в Рівердейлі і в ті часи зустрічалася із Фредом Ендрюсом. Під час її навчання у вищій школі, Герміона працювала у місцевих підприємствах, такі як Біжу та Спіффані. Люди, які знали юну Герміону, описали би її як підлу дівчину. Вона сама вірить, що її теперішні біди є проявом карми, яка нарешті почала віддавати їй результати її дій в минулому. Після того як вона порвала стосунки із Фредом та одружилася із Гірамом Лодж, подружжя переїхало до Нью-Йорку. Разом вони мають дочку, Вероніку. Після того як Гірама ув'язнили за шахрайство та розкрадання, Герміона та Вероніка покинули Нью-Йорк та переїхали назад до Рівердейлу. Опісля скандалу навколо сім'ї Лоджів, єдиною власністю, яка все ще залишалася за ними стала багатоповерхова будівля із розкішними квартирами, Пембрук, яка була записана на ім'я Герміони. Саме в одній із квартир оселилися Герміона та Вероніка.

### Шеріл Блоссом

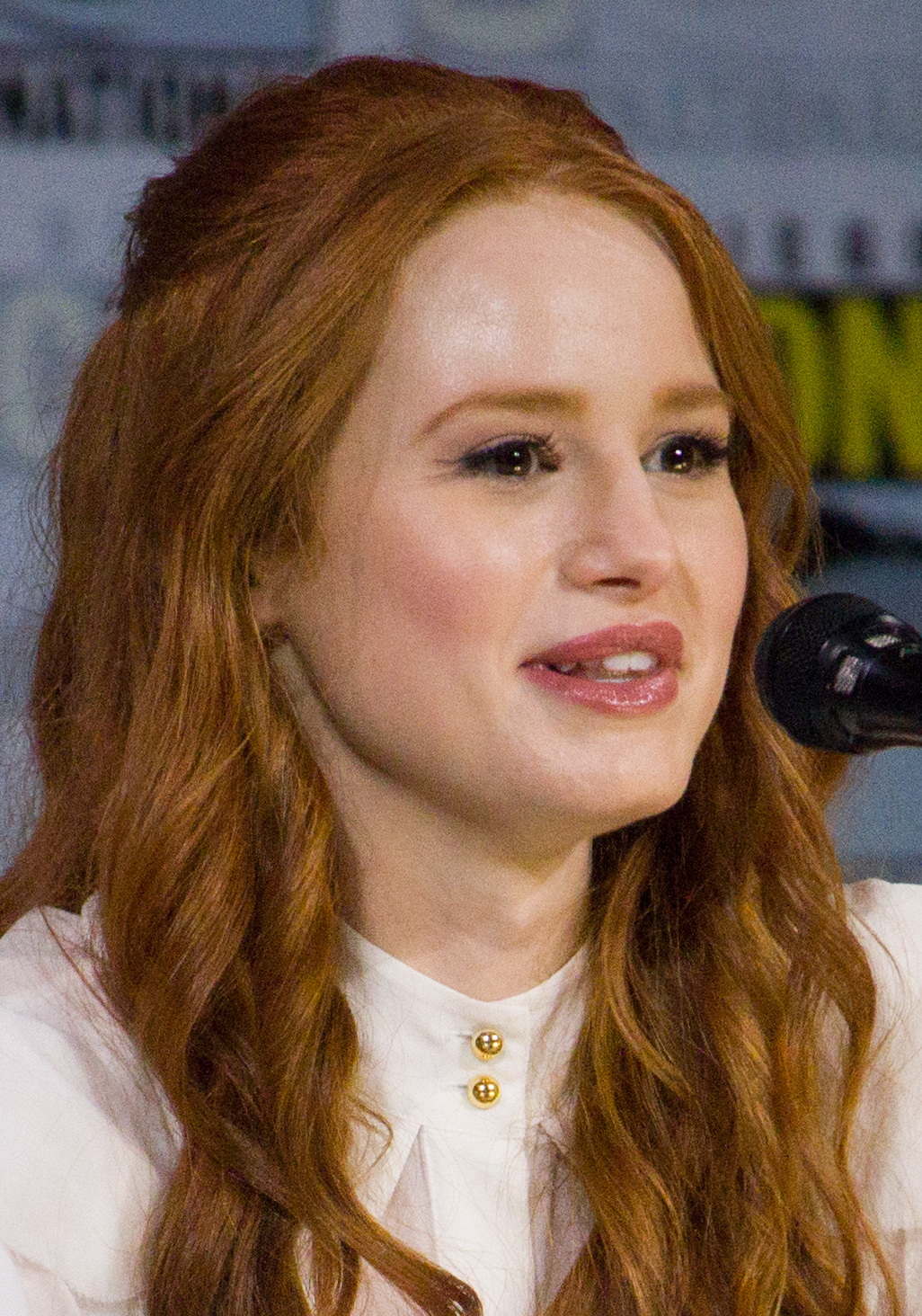
Меделін Петш

Шеріл Марджорі Блоссом (англ. Cheryl Marjorie Blossom) (зіграна Меделін Петш) — дочка Кліффорда та Пенелопі Блоссом, сестра-близнюк Джейсона Блоссома, тітка дітей-близнюків Поллі та Джейсона. З часом стає дівчиною Тоні Топаз. She eventually becomes Toni Topaz's girlfriend.
Шеріл навчається у Вищій школі Рівердейлу. Є головою команди чирлідингу Ріверських лисичок та самопроголошеною королевою Вищої школи Рівердейлу. Після смерті її брата Джейсона, її стосунки із сім'єю стали доволі напруженими. Її матір звинувачує дочку у підтримці Джейсона та його задуму втекти із Рівердейлу, що в результаті призвело до його смерті. Батько Шеріл розчарований нею, особливо в порівнянні із Джейсоном, якого вважав «золотим хлопчиком». З часом у Шеріл виникають романтичні почуття до члена банди Змій Саутсайду Тоні Топаз, після того як вони разом подивилися кіно.

### Джозі МакКой

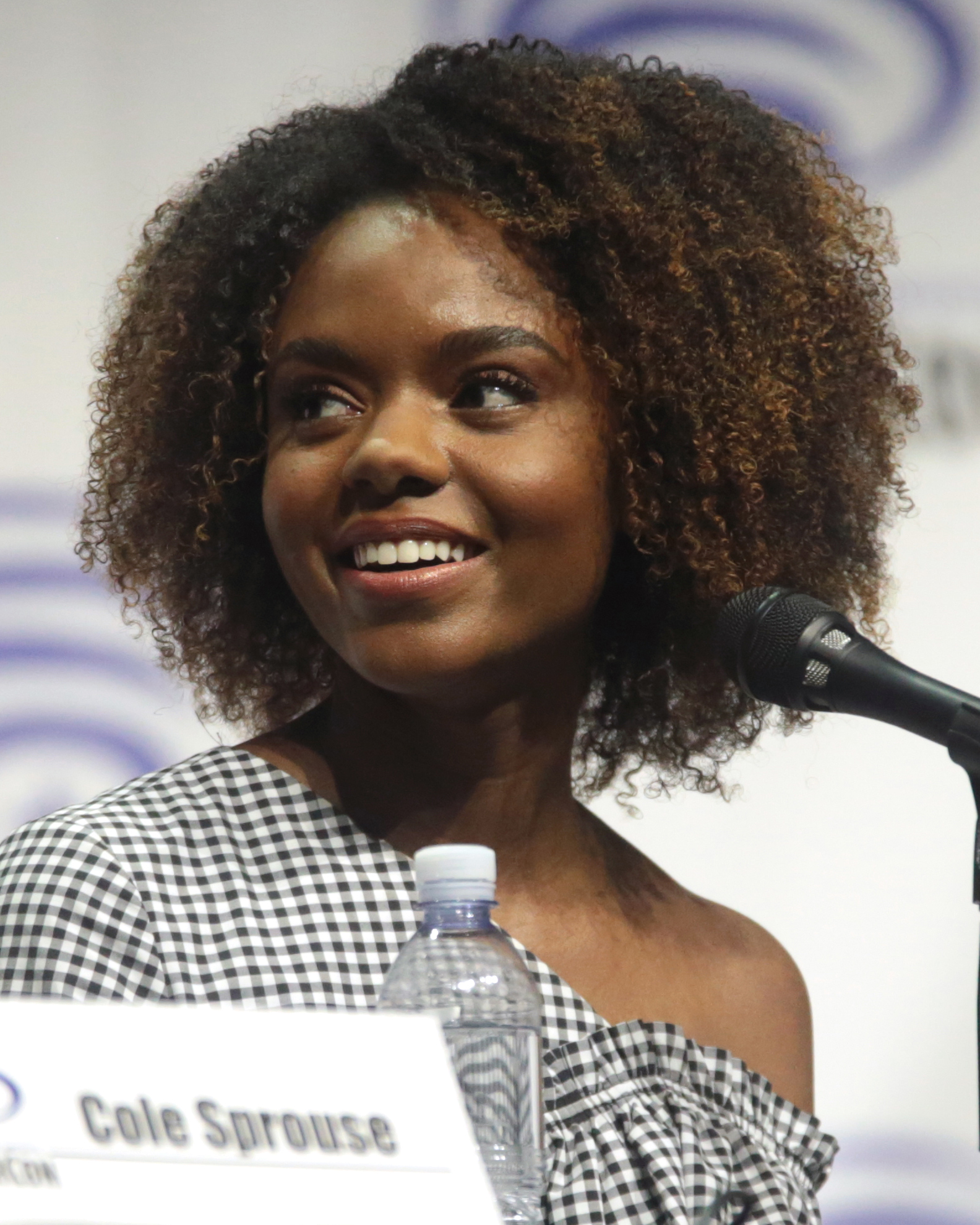
Ешлі Мюррей

Джозефіна «Джозі» МакКой (англ. Josephine "Josie" McCoy) (зіграна Ешлі Мюррей) — дочка Майєлса та Сієрри МакКой.
Джозі навчається у Вищій школі Рівердейлу. Колишня провідна солістка та гітаристка свого музичного дівчачого гурту Джозі та кішечки. Валері Браун та Мелоді Валентайн виключили її з гурту після того, як дізналися, що Джозі працювала над своєю власною сольною кар'єрою. Її батько, який займається музикою, назвав її Джозефін на честь Жозефіни Бейкер. На відмінно від батька, матір Джозі, Сієрра, більше залучена у підтримці талантів своєї дочки, особливо її гурту та її музики. Вони обидві притримуються залученням афроамериканок до своєї діяльності, особливо це стосується членів музичного гурту Джозі.

### Еліс Купер

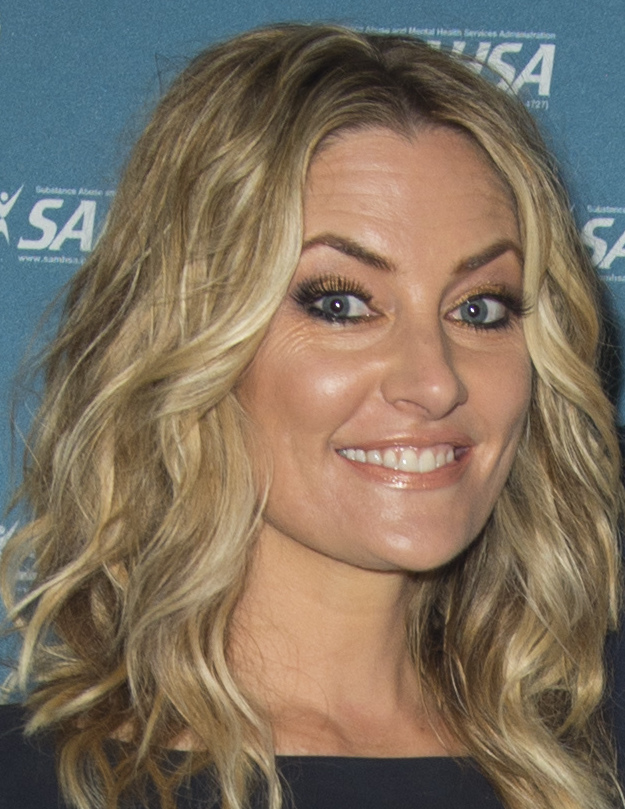
Медхен Емік

Еліс Купер (англ. Alice Cooper) (зіграна Медхен Емік) — колишня дружина Хола Купера, матір Чарльза Сміта, Бетті та Поллі Купер, бабуся дітей-близнюків Поллі та Джейсона і редактор та співвласник місцевої газети «Реєстр Рівердейлу».
Еліс виросла у південній частині Рівердейлу та відвідувала місцеву вищу школу разом із Мері Ендрюс. Вона почала зустрічатися із Холом Купером, з яким пізніше одружилася і мала двох дочок, Поллі та Бетті. Під час навчання у старших класах Еліс завагітніла і Хол наполягав на тому, аби вона зробила аборт, оскільки не вважав, що вона готова стати матір'ю. Еліс відмовилася від аборту і натомість народила дитину та віддала сина на всиновлення як тільки той був народжений. Еліс є редактором та співвласником місцевої газети «Реєстр Рівердейлу». Один із найбільших секретів Еліс, який вона тримає при собі, те, що вона — колишній член банди Змій Саутсайду. Після її арешту в молодості вона порвала всі зв'язки із бандою та, на її думку, стерла всі статті щодо її арешту із системи архівів.

### Фред Ендрюс

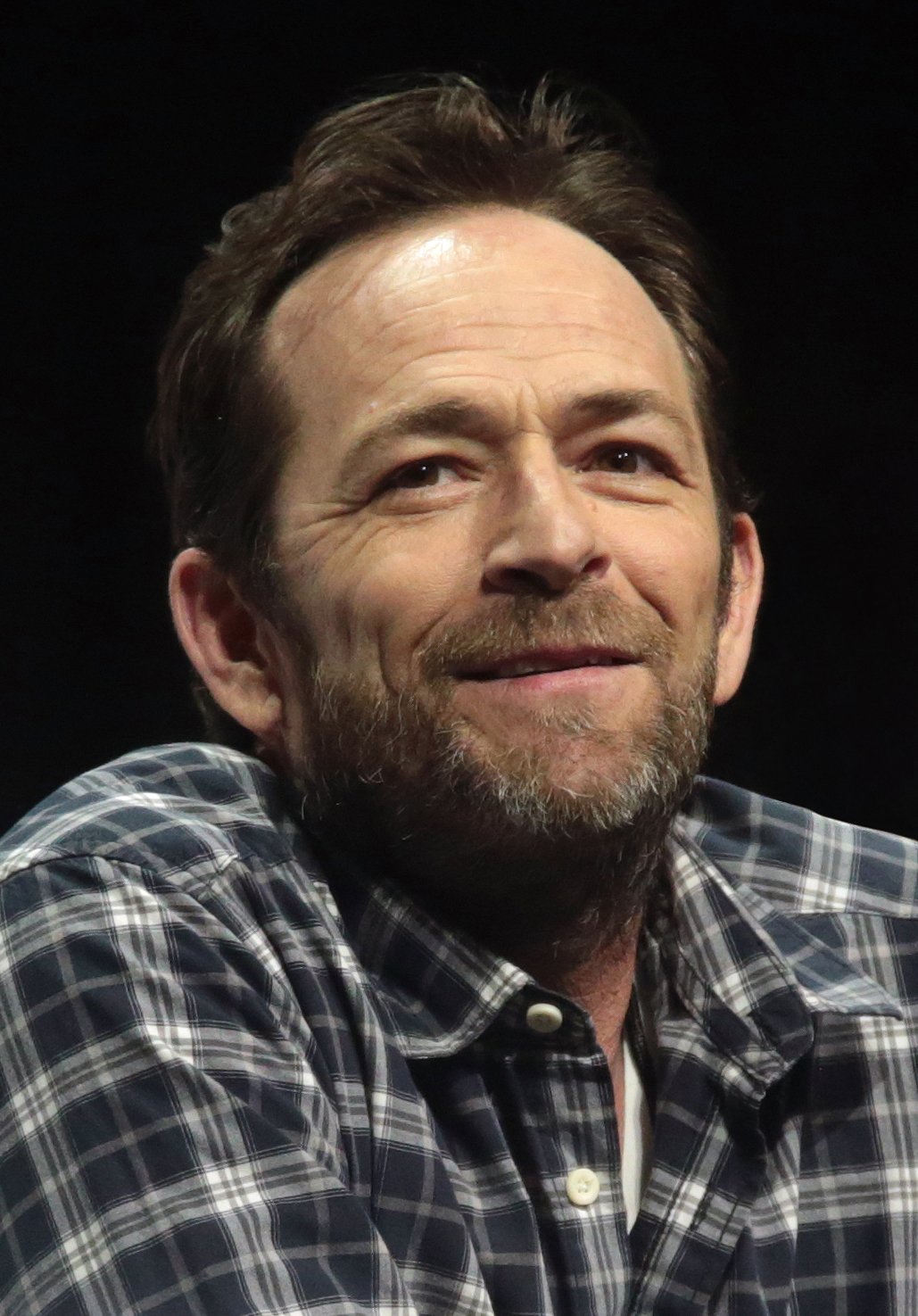
Люк Перрі

Фредерік «Фред» Ендрюс (англ. Frederick "Fred" Andrews) (зіграний Люком Перрі) — батько Арчі Ендрюса, колишній чоловік Мері Ендрюс та власник будівельної компанії «Будівничі роботи Ендрюса».
Фред виріс у Рівердейлі і, як і його син, навчався у Вищій школі Рівердейлу. Був близьким другом Еф. Пі. Джонса та протягом певного часу зустрічався із Герміоною Лодж, аж поки вона не покинула його заради багатого хлопця, Гірама Лодж. Під час тих років у старших класах Фред та Еф. Пі. провели ціле літо ремонтуючи старий автобус DW, який вони пізніше назвали «The Shaggin' Wagon». Після цього вони створили музичний гурт під назвою Голови Фреда. Це привернуло до Фреда багато жіночої уваги. Пізніше Фред одружився із Мері та у них народився їх єдиний син Арчі Ендрюс. Проте з часом стосунки між Фредом та Мері погіршилися і вони більше не могли знаходитися в одній кімнаті без присутності посередника. Мері переїхала до Чикаго, а Арчі лишився жити із батьком.

### Гірам Лодж

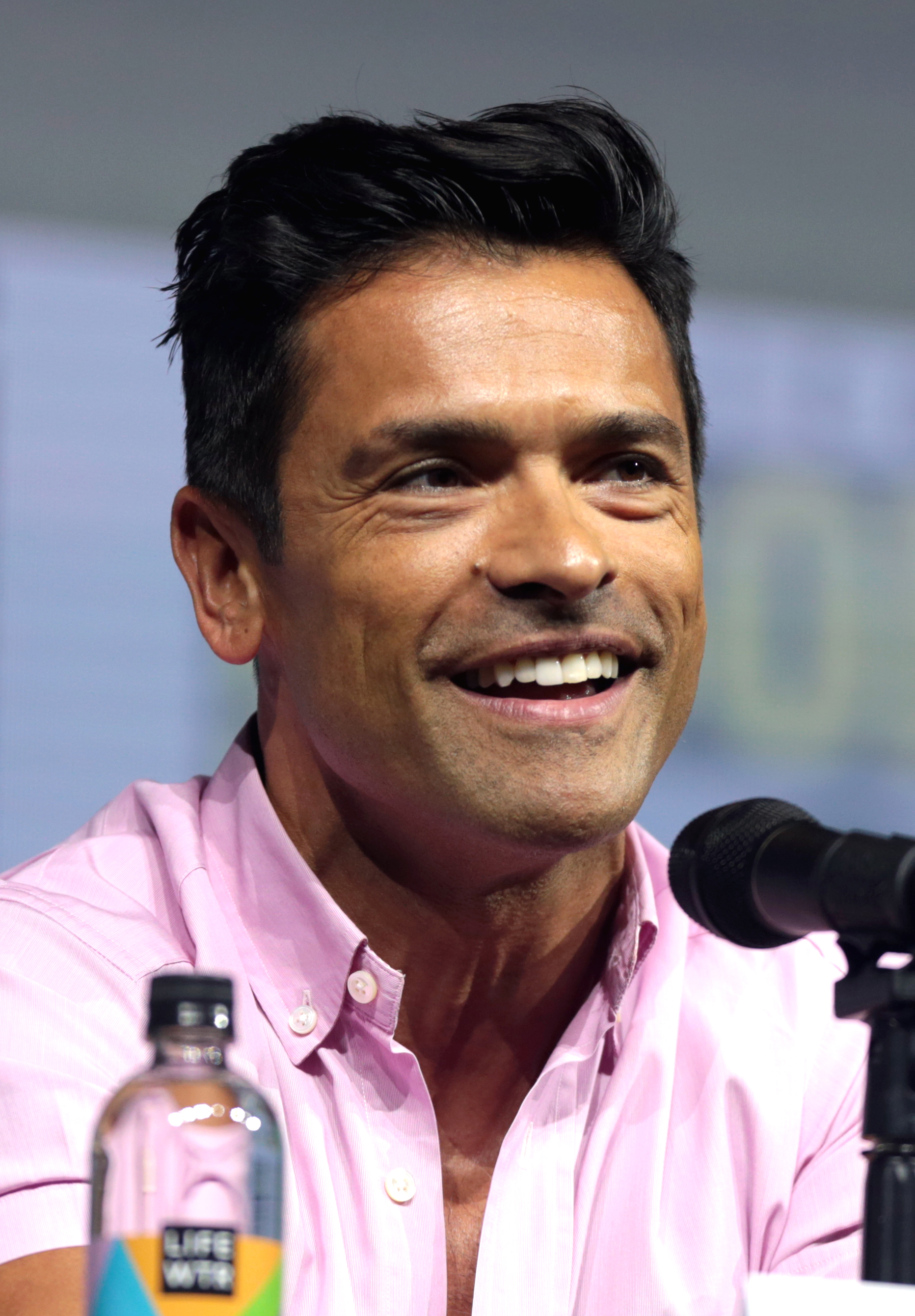
Марк Консуелос

Гірам Лодж (англ. Hiram Lodge) (зіграний Марком Консуелосом) — чоловік Герміони Лодж, батько Вероніки Лодж та головний виконавчий директор/президент Лодж Індастріс.
Гірам народився у Рівердейлі та був багатою дитиною. У старших класах зустрічався із Герміоною Лодж, яка порвала стосунки із Фредом Ендрюсом, аби бути із Гірамом. Разом із будуванням стосунків із Герміоною, він також вів конкуренцію із Кліффордом Блоссомом. Пізніше стало відомо, що Гірам був чемпіоном штату по реслінгу, коли навчався у Вищій школі Рівердейлу, за що отримав приз. Після випуску разом із Герміоною переїхав до Нью-Йорку, а через певний час вони одружилися і у них народилася дочка Вероніка. Сім'я проживала у Нью-Йорку, ведучи розкішний спосіб життя. Проте коли Гірама заарештували за шахрайство та розкрадання, їх стиль життя був вимушений змінитися. Будучи за ґратами, Гірам продовжував вести свій бізнес та розбудовувати кримінальну імперію. Після звільнення з в'язниці Гірам оселився разом із дружиною і дочкою в Пембрук у Рівердейлі. З часу свого звільнення з ув'язнення, він таємно викупив «Шоколадну крамничку Попса» та найняв Попса Тейта на посаду менеджера закладу в обмін на його мовчання. Гірам також став бізнес партнером Фреда Ендрюса, з яким працював над проектом СоуДейл — домовленістю, яка була закладена Герміоною задля легалізації Лодж Індастріс.
Хоча в першому сезоні про Гірама Лодж лише згадується, сам актор Марк Консуелос з'являється у другому сезоні, в якому грає регулярну роль.

### Кевін Келлер

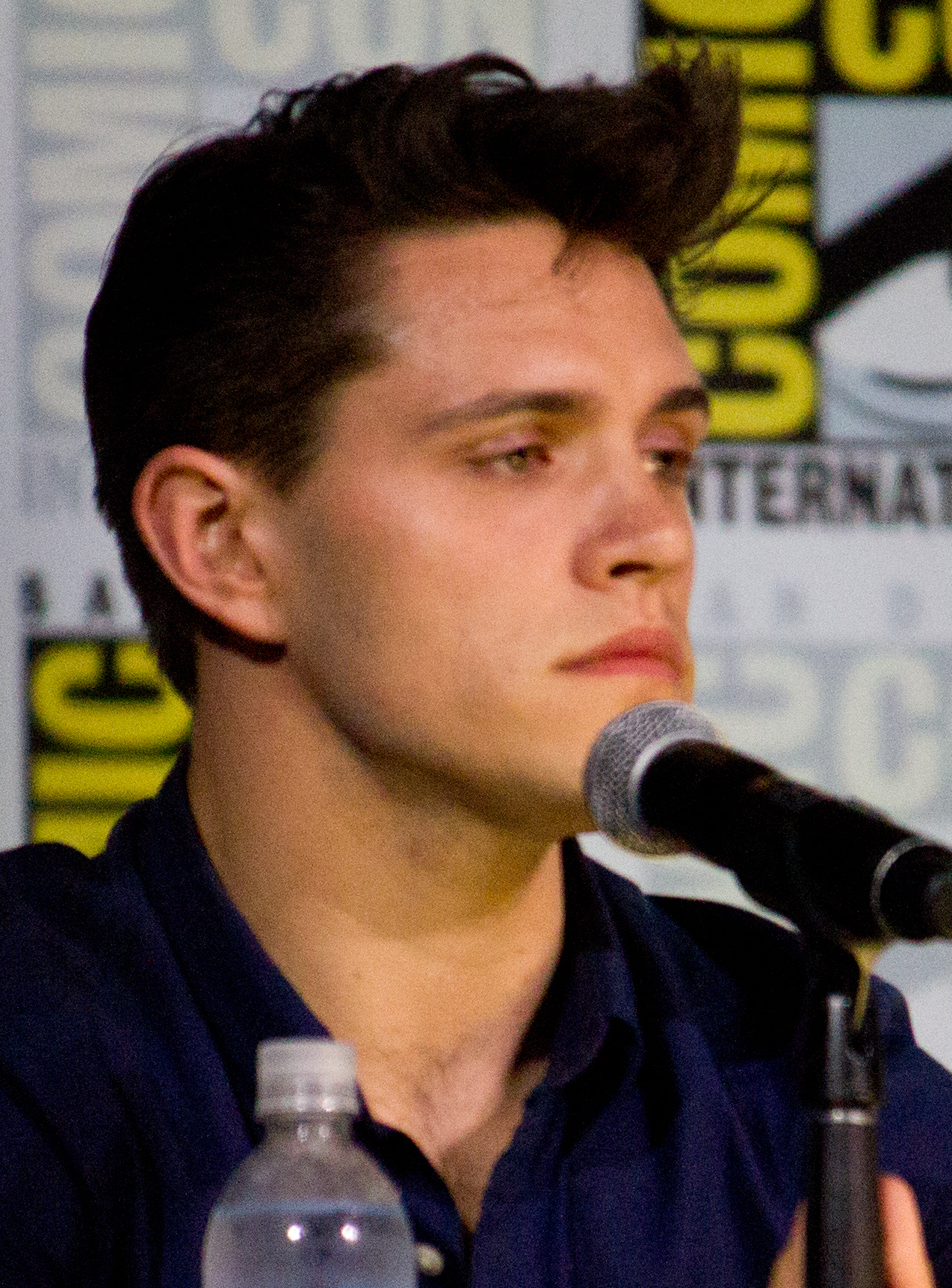
Кейсі Котт

Кевін Келлер (англ. Kevin Keller) (зіграний Кейсі Коттом) — син Тома та місіс Келлер.
Кевін навчається у Вищій школі Рівердейлу та є найкращим другом Бетті Купер та геєм. Окрім цього став Н. Г.Д. (найкращим гей-другом) Вероніки. Кевін має напружені зв'язки зі своєю сексуальністю, оскільки не має такого ж вибору, який мають його друзі. Через це він часто веде себе безрозсудно. Кевін зустрічався із Хуакіном, а також коротко був у стосунках із Мусом Мейсоном. Коли Хуакін покинув Рівердейл, що порвало стосунки між ним та Кевіном, Кевін дізнався, що Мус не бажає бути «виділеним» із соціуму та через це віддаляється він Кевіна. Внаслідок цього Кевін звертається до інших методів, аби почати хоч щось відчувати. Останнім часом Кевін зрозумів, що має сильні почуття до Муса, хоча той продовжує або відмовлятися від стосунків, або просто не помічати його. У фіналі другого сезону, коли Мус відчував себе подавлено через смерть Міджа, Кевін і Мус поцілувалися.
Після того як Кевін був другорядним персонажем у першому сезоні, у другому його підняли до регулярної ролі.

### Еф. Пі. Джонс

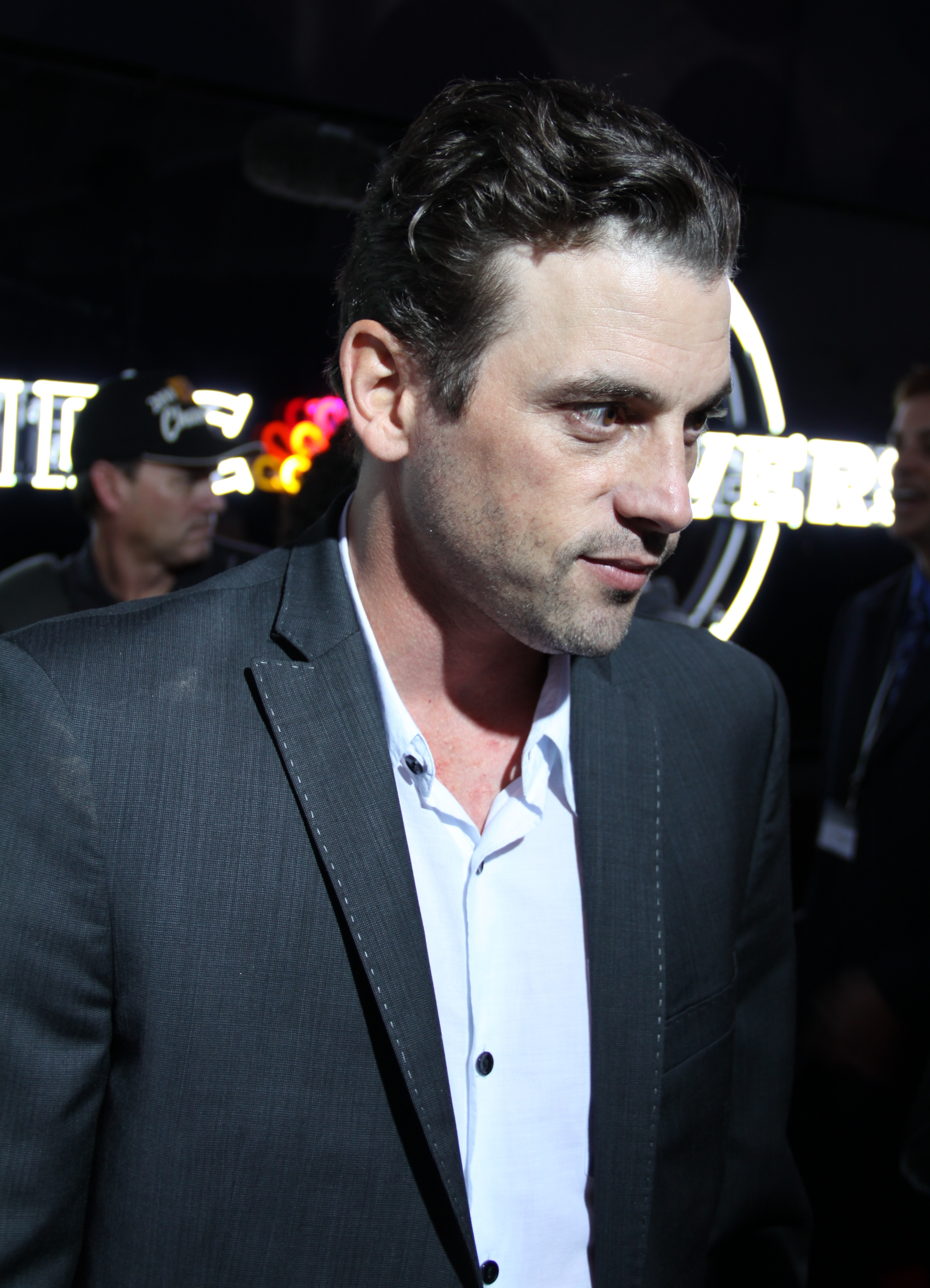
Скіт Ульріх

Форсайт Пендлтон «Еф. Пі.» Джонс II (англ. Forsythe Pendleton "F.P." Jones II) (зіграний Скітом Ульріхом) — колишній чоловік місіс Джонс, батько Джагхеда та Джеллібін, лідер банди Змій Саутсайду.
Еф. Пі. виріс у Рівердейлі і навчався у Вищій школі Рівердейлу разом із своїм найкращим другом Фредом Ендрюсом, Мері Ендрюс, Пенелопі Блоссом, Еліс Купер, Холом Купер та Герміоною Лодж. У віці 16 році його батько викинув його з будинку. Після цього Еф. Пі. приєднався до банди Змій Саутсайду, члени якої прийняли його як одного із своїх. Після військової служби Еф. Пі. повернувся до Рівердейлу та продовжив активність разом зі Зміями. Разом із Фредом Ендрюсом Еф. Пі. заснував будівничу компанію, але бізнес не приносив стабільний прибуток. Того ж часу Еф. Пі. одружився і став батьком двох дітей. Разом із дружиною і дітьми вони часто відвідували «Сутінковий ресторан для автомобілістів», хоча не могли дозволити тобі квитки на всіх чотирьох, тому дітям доводилося ховатися у багажнику, аж поки машину не припарковували для перегляду фільму. В той час як Фред мав заробляти гроші для власної дружини і сина, Арчі, Еф. Пі. мав свою сім'ю і на додаток до цього численні медичні рахунки. Через це Еф. Пі. був вимушений долучитися до серій кримінальної діяльності, які часто закінчувалися його арештом, а Фред був тим, хто платив за його звільнення із в'язниці. З часом Еф. Пі. став завеликою відповідальністю для компанії і Фред змусив його відійти від спільних справ.
Після втрати роботи, Еф. Пі. почав важко пити, що призвело до руйнування його сім'ї. Його дружина покинула його і взяла їх дочку та переїхала до Толедо до своїх батьків, а Джагхед почав жити у прожекторній будці ресторану для автомобілістів, де отримав роботу. Еф. Пі. лишився на самоті у трейлерному парку Саннісайд, де продовжував вживати алкоголь. У невідомому часовому проміжку Еф. Пі. став лідером Змій Саутсайду — небезпечної байкерської банді убивць і злочинців.
Після того як Еф. Пі. був другорядним персонажем у першому сезоні, у другому його підняли до регулярної ролі.

## Другорядні персонажі

### Введені у першому сезоні
- Martin Cummins у ролі Тома Келлера: шериф міста та батько Кевіна.[14]
- Robin Givens у ролі Сієрри МакКой: майор міста та матір Джозі.[15]
- Nathalie Boltt у ролі Пенелопи Блоссом: матір Шеріл та Джейсона.
- Lochlyn Munro у ролі Гарольда Купера: батько Бетті та Поллі, чоловік Еліс Купер.[16]
- Colin Lawrence у ролі Флойда Клейтона: батько Чака, тренер шкільної футбольної команди Бульдоги Рівердейлу.
- Peter James Bryant у ролі містера Везербі: директор Вищої школи Рівердейлу.
- Sarah Habel у ролі Джеральдіни Ґранді: молода вчителька музики Вищої школи Рівердейлу, яка протягом літа мала сексуальні стосунки із Арчі. У четвертому епізоді телесеріалу стає відомо, що Гранді переїхала до Рівердейлу і змінила своє ім'я та прізвище із Дженніфер Гібсон після свого розлучення, аби втекти від кривдника-чоловіка. Опісля Гранді покидає Рівердейл, аби уникнути арешту через свої стосунки із Арчі.
- Ross Butler (сезон 1) та Charles Melton (сезон 2) у ролі Реджинальда «Реджі» Мантеля: давній друг та суперник Арчі, член шкільної футбольної команди Бульдоги Рівердейлу та міський жартівник.[17] Рос Батлер покинув телесеріал після першого сезону, аби грати регулярну роль у серіалі 13 Reasons Why; у другому сезоні на роль Реджі прийняли актора Чарльза Мелтона.[18][19] У третьому сезоні Реджі стане регулярним персонажем.[20]
- Jordan Calloway у ролі Чака Клейтона: зірка шкільної футбольної команди Бульдоги Рівердейлу із репутацією розпусного хлопця[21]
- Rob Raco у ролі Хоакіна ДеСантоса: наймолодший член банди Змій Саутсайду, який замішаний у романтичних стосунках із Кевіном Келлером та таємничим убивством Джейсона Блоссома.[22]
- Asha Bromfield у ролі Мелоді Валентайн: барабанщиця популярного музичного гурту Джозі та кішечки.
- Cody Kearsley у ролі Мармедюка «Муса» Мейсона: бісексуальний друг Арчі, який має почуття до Кевіна.[17]
- Hayley Law у ролі Валері Браун: автор виконавець, басистка та задня вокалістка популярного музичного гурту Джозі та кішечки, колишня дівчина Арчі.
- Shannon Purser у ролі Етель Маґс: жертва слат-шеймінгу Чака Клейтона, яка також має проблеми у сім'ї, яка постраждала через Гірама Лодж.[23]
- Trevor Stines у ролі Джейсона Блоссома: брат-двійник Шеріл, вбивство якого нависло над містом Рівердейл.
- Olivia Ryan Stern у ролі Тіни Патель: надзвичайно розумна менша сестра персонажа Archie Comics Раджа Пателя, яка описана як індіанська Вероніка. Одна із найкращих подруг Шеріл.
- Caitlin Mitchell-Markovitch у ролі Джинджер Лопес: Одна із найкращих подруг Шеріл.
- Major Curda у ролі Ділтона Дойлі: лідер міського загону Ренджер скаутс. У пілотній серії Ділтона грав актор Даніель Янг.
- Tiera Skovbye у ролі Поллі Купер: старша сестра Бетті, дочка Еліс та Хола Купер. Вагітна двійнею Джейсона Блоссома.[24]
- Barclay Hope у ролі Кліффорда Блоссома: батько Шеріл та Джейсона.
- Barbara Wallace у ролі Роузенн «Роуз» Блоссом: бабуся Шеріл та Джейсона.
- Alvin Sanders у ролі Поп Тейта: власник місцевої їдальні «Шоколадна крамничка Попса».[25]
- Tom McBeath у ролі Смізерса: дворецький сім'ї Лодж.[21]
- Adain Bradley у ролі Трева Брауна: молодший брат Валері.
- Моллі Рінгуолд у ролі Мері Ендрюс: матір Арчі, яка покинула Арчі та Фреда і переїхала в Чикаго.[26]
- Scott McNeil у ролі Тол Бойя: права рука Еф. Пі., який стає де-факто лідером Змій Саутсайду у другому сезоні.

### Введені у другому сезоні
- Emilija Baranac у ролі Мідж Кламп: дівчина Муса та учасниця команди чирлідингу Ріверських лисичок.
- Brit Morgan у ролі Пенні Пібоді: член банди Змій Саутсайду, яка шантажує Джагхеда у другому сезоні.
- Stephan Miers у ролі Андре: капо і персональний асистент сім'ї Лодж у другому сезоні.
- Ванесса Морган у ролі Антуанетт «Тоні» Топаз: бісексуальна член банди Змій Саутсайду, яка стає другом Джагхеда у другому сезоні. У третьому сезоні Топаз стала регулярним персонажем.[20]
- Jordan Connor у ролі Світ Пі: член банди Змій Саутсайду, який став другом Джагхеда у другому сезоні.
- Drew Ray Tanner у ролі Фенгса Фогарті : новий член банди Змій Саутсайду, добрий друг Хуакіна, який став другом Джагхеда у другому сезоні.
- Graham Phillips у ролі Ніка Сент. Клер: хитрий хлопець із минулого Вероніки, який постійно створює неприємності і котрий повертається до Рівердейлу, аби повернути собі Вероніку у другому сезоні.
- Cameron McDonald у ролі Джозефа Свенсона: прибиральник у Вищій школі Рівердейлу у другому сезоні та єдиний виживший у різанині сім'ї Конвей, яку влаштував Рівердейлівський різник 40 років тому.
- Hart Denton у ролі Чіка Сміта: давньозагублений старший брат Бетті та Поллі, який з'являється у другому сезоні.[27]
- John Behlmann у ролі Артура Адамса: капо Герміони Лодж, який давить на Арчі Ендрюса, аби перевірити його відданість сім'ї Лодж у другому сезоні.
- Barclay Hope у ролі Клаудіуса Блоссома: дядько Шеріл та Джейсона, віддалений брат-двійник Кліффорда Блоссома, який з'являється у другому сезоні.[28]

### Введені у третьому сезоні
- Пенелопа Енн Міллер у ролі місіс Райт: прокурор і глава судового переслідування у справі проти Арчі у третьому сезоні.[29]

## Запрошені актори
- Рауль Кастільо у ролі Оскара Кастільо: успішний автор пісень із Нью-Йорка.